# 127/54 Compact
Das 127/54 Compact ist ein vollautomatisches Schiffsgeschütz des italienischen Unternehmens Oto Melara für den Einsatz auf Kriegsschiffen. Es besitzt einen Geschützlauf im Kaliber 127 mm (5 Zoll) mit Kaliberlänge 54.

## Beschreibung
Das 127/54 Compact wurde in den 1960er-Jahren entwickelt und speziell für den Einsatz auf Zerstörern eingerichtet. Es verschießt die in der NATO standardisierten 127-mm-Seewaffen-Projektile. In den 1990er-Jahren begann Oto Melara, eine leichtere und leistungsfähigere Version, die 127/64 Lightweight, für den Einsatz auf kleineren Kriegsschiffen zu entwickeln. Diese Version mit Kaliberlänge 64 und geringerem Gewicht soll höhere Reichweiten bei geringem Turmgewicht ermöglichen.
Im Vergleich zum direkten Konkurrenten, dem Mark-45-Leichtgewichtsgeschütz von BAE Systems, hat das Geschütz eine höhere Dreh- und Überhöhungsgeschwindigkeit sowie eine höhere Reichweite und Kadenz.
Das System kann sowohl gegen Oberflächenziele, das heißt gegen Schiffe und Küstenziele, wie auch gegen Luftfahrzeuge eingesetzt werden. Die Schussfrequenz liegt bei 40 Schuss pro Minute, die Reichweite beträgt 18 Kilometer. In den Magazinen in der Waffe können 66 Schuss gelagert werden.